# Maratona di Osaka
La maratona di Osaka (大阪マラソン?, Osaka Marason) è una maratona che si tiene annualmente nella città di Osaka, in Giappone, organizzata congiuntamente dalla Nihon Rikujō Kyōgi Renmei (Associazione giapponese di atletica leggera) e dal quotidiano Yomiuri Shinbun. La prima edizione si tenne il 30 ottobre 2011 e vide la partecipazione di 27 161 atleti partenti, 26 175 dei quali tagliarono il traguardo della gara dei 42,195 chilometri.

## Albo d'oro

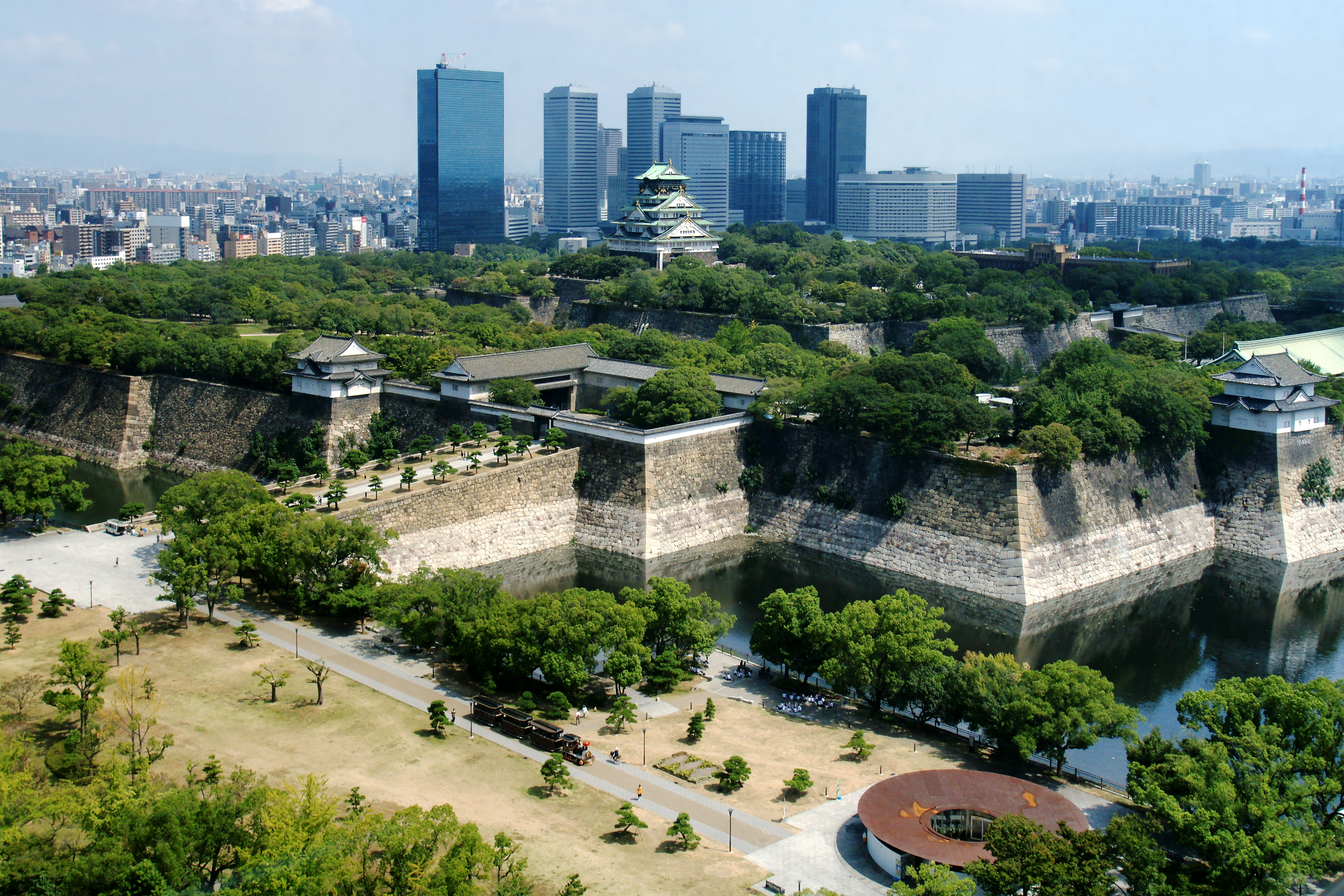
Osaka Castle Park, punto di partenza della maratona

| Anno | Gara maschile    | Nazione  | Tempo   | Gara femminile | Nazione | Tempo   |
| ---- | ---------------- | -------- | ------- | -------------- | ------- | ------- |
| 2011 | Elijah Sang      | Kenya    | 2'12"43 | Lidia Șimon    | Romania | 2'32"48 |
| 2012 | Ser-Od Bat-Ochir | Mongolia | 2'11"54 | Lidia Șimon    | Romania | 2'33"14 |
| 2013 |                  |          |         |                |         |         |

### Albo d'oro diversamente abili in carrozzina
| Anno | Gara maschile     | Nazione  | Tempo   | Gara femminile  | Nazione  | Tempo   |
| ---- | ----------------- | -------- | ------- | --------------- | -------- | ------- |
| 2011 | Jun Hiromichi     | Giappone | 1'33"43 | Kaori Shonaka   | Giappone | 2'17"20 |
| 2012 | Hiroyuki Yamamoto | Giappone | 1'28"16 | Wakako Tsuchida | Giappone | 1'53"47 |
| 2013 |                   |          |         |                 |          |         |